# The Cactus Family
The Cactus Family är en bok på engelska som endast handlar om växtfamiljen kaktusar. Den är skriven av Edward F. Anderson, med ett förord av Wilhelm Barthlott och vissa kapitel skrivna av Roger Brown. Boken beskriver 125 släkten och 1 810 arter i familjen kaktusar. Boken berör även kaktusens etnobotanik, dess klassificering och även arbetet med dess bevarande.
Utgiven av Timber Press, Cambridge 2001. Nytryck 2004. ISBN 0-88192-498-9